# Petteri Orpo
Antti Petteri Orpo, dit Petteri Orpo (prononcé : /ˈpetːeri ˈorpo/), né le 3 novembre 1969 à Köyliö (Satakunta), est un homme d'État finlandais, membre et président du Parti de la coalition nationale (Kok). Il est Premier ministre depuis le 20 juin 2023.
Il est député de la circonscription de Finlande-Propre au Parlement depuis 2007, président du groupe parlementaire du Kok entre 2012 et 2014, plusieurs fois ministre entre 2014 et 2019, puis vice-Premier ministre de Finlande de 2017 à 2019.
Il devient chef du gouvernement dans la foulée des élections législatives de 2023.

## Biographie

### Formation et vie professionnelle
Son père était lui aussi homme politique, membre du parti de la Coalition nationale.
Petteri Orpo est titulaire d'une maîtrise de sciences politiques de l'université de Turku, où il a été secrétaire général du syndicat des étudiants entre 1994 et 1996. En 1997, il est élu président de l'Union nationale des étudiants universitaires finlandais (SYL) pour une durée d'un an.
Il devient directeur de la fédération de Finlande propre du Kok en 1998, poste qu'il abandonne en 2001. L'année suivante, le ministre de l'Intérieur Ville Itälä le recrute comme conseiller spécial.

### Parcours politique
Le Parti de la coalition nationale est cependant exclu de la majorité parlementaire en 2003. Petteri Orpo est alors nommé secrétaire adjoint du parti, sous l'autorité de Heikki A. Ollila puis Harri Jaskari. Il quitte effectivement ce poste en 2005, pour prendre celui de directeur commercial dans un centre de formation des adultes à Turku.
Lors des élections législatives du 18 mars 2007, il se présente dans la circonscription de Finlande propre. Il y remporte 6 069 voix de préférence et assure ainsi son élection au Parlement. Il est aussitôt choisi comme troisième vice-président du groupe parlementaire du Kok, de retour au gouvernement.
À la suite du scrutin d'avril 2011, où il totalise 11 018 suffrages préférentiels, il devient deuxième vice-président du groupe parlementaire. Le 13 novembre 2012, il est élu président du groupe.

### Membre du gouvernement
Petteri Orpo est nommé ministre de l'Agriculture et des Forêts dans le gouvernement de coalition centriste du nouveau Premier ministre conservateur Alexander Stubb le 24 juin 2014. Il avait démissionné deux jours plus tôt de la présidence du groupe des députés du Kok. Il est réélu pour un troisième mandat parlementaire aux élections d'avril 2015, avec 10 652 voix de préférence. À la suite du changement de majorité parlementaire, il est nommé ministre de l'Intérieur dans le gouvernement Sipilä. Il est ensuite ministre des Finances de 2016 à 2019 et vice-Premier ministre de 2017 à 2019.
Le 11 juin 2016, il est élu président du Parti de la coalition nationale au second tour lors du congrès du parti par 441 voix, contre 361 au sortant Alexander Stubb.

### Victoire aux élections législatives de 2023
Le parti de Petteri Orpo arrive de justesse en tête des élections législatives du 2 avril 2023 avec 20,7 % des voix, juste devant le Parti des Finlandais (20,1 %) et le Parti social-démocrate (19,9 %), ce qui lui permet de prendre la tête du prochain gouvernement.
Il est élu  président du Parlement de Finlande le 12 avril suivant.

### Premier ministre

#### Constitution du gouvernement
Petteri Orpo constitue en juin suivant une coalition gouvernementale avec l'extrême droite du Parti des Finlandais et avec les formations de centre droit Parti populaire suédois et Chrétiens-démocrates. Son parti obtient huit postes au gouvernement, le Parti des Finlandais sept (dont les ministères des Finances, de l'Intérieur, et de la Justice), tandis que le Parti populaire suédois et les Chrétiens-démocrates se partagent les cinq autres. Petteri Orpo prend ainsi la tête du gouvernement le plus à droite de Finlande depuis la fin de la Seconde Guerre mondiale. Certains ministres d’extrême droite font polémique en raison de leurs propos passés ou de leur proximité avec la mouvance néofasciste,.
La feuille de route du gouvernement fait de la réduction des dépenses publiques une priorité. Petteri Orpo annonce la réduction de 6 milliards d’euros du budget de l’État, affirmant que le plus grand danger menaçant la Finlande était « la crise de la dette » (elle se situe à 74 % du PIB), et des réformes dont certaines « vont faire mal ».
La coalition mise sur des coupes sans précédent dans les prestations sociales. Ainsi, les conditions pour obtenir l’allocation-chômage seront durcies, une journée de carence sera introduite au début du congé de maladie et l’accès aux allocations logement sera limité. Par ailleurs, le droit de grève sera restreint et une amende introduite pour les cessations du travail non autorisées. L'accord de gouvernement prévoit par ailleurs de faciliter les licenciements et le recours à des contrats à durée déterminée, tout en augmentant les investissements dans la formation professionnelle.
Ces annonces ont été saluées par le patronat, qui voit dans ce programme les réformes qu’il avait « demandées depuis des décennies », mais les syndicats ont dénoncé « une attaque contre les salariés ». Si les partis de centre gauche et de gauche ont également dénoncé un « programme difficile spécialement pour les gens qui touchent des revenus faibles et moyens » (Sanna Marin) et « le gouvernement le plus anti-ouvrier de l'histoire de la Finlande » (Li Andersson), la leader du Parti des Finlandais, Riikka Purra, a déclaré qu’elle « ne voyait pas de divergence entre les intérêts des patrons et des salariés ».
Concernant l'immigration, les conditions d’accueil seront restreintes. L’asile ne sera plus accordé que de façon temporaire et six années complètes de résidence en Finlande seront exigées pour faire une demande de titre de séjour permanent. Le regroupement familial et l’accès à la naturalisation seront restreints. Par ailleurs, le pays n’acceptera plus que 500 réfugiés par an au titre de la relocalisation, contre 1 050 actuellement. Les travailleurs issus de l’immigration n’auront plus les mêmes droits sociaux que les résidents permanents et devront quitter le pays dans les trois mois d’un éventuel licenciement.

#### Politique économique et conflits sociaux
Un mouvement social prend forme en septembre et octobre 2023 d'abord à l'initiative des étudiants, qui protestaient contre la baisse des bourses et le poids de la dette étudiante, puis rejoint par l’Organisation centrale des syndicats finlandais (SAK) qui lance des grèves ciblées pour s'opposer à la baisse des allocations-chômage et aux réductions d’impôts au bénéfice des ménages aisés.
Une grève massive contre la réforme du marché du travail est suivie les 1er et 2 février 2024 par au moins 300 000 Finlandais. Le gouvernement prévoit notamment de restreindre l’exercice du droit de grève, avec une loi limitant les arrêts du travail à vingt-quatre heures, augmentant les amendes pour les mouvements sociaux jugés illégaux et minimisant les marges de manœuvre de l’Institut de médiation, lors de conflits sociaux. La réforme permettrait par ailleurs de faciliter les licenciements et de permettre aux entreprises de négocier des accords locaux, sans impliquer les syndicats. Enfin, la plupart des prestations sociales seront amputées, comme l’indemnité de chômage et d'arrêt maladie, l’aide au logement et la rémunération du congé parental. L’aide à la formation des adultes sera supprimée. Selon les calculs des syndicats, les parents isolés pourraient perdre jusqu’à 500 euros par mois,.

### Positions politiques
Petteri Orpo se définit comme un « conservateur fiscal » et appelle à réduire les dépenses publiques. Il est favorable à l'immigration dite « de travail » et défend des coupes sévères dans les prestations sociales.

### Vie privée
Petteri Orpo est marié depuis 2003 avec Niina Kanniainen. Le couple réside à Turku, dans la région de la Finlande propre et a deux enfants.